# Founders Day
Founders Day is een van de grote feestdagen van de Theosofische Vereniging. Op deze dag worden de stichting en de stichters van de vereniging internationaal herdacht. Hoewel de stichting der Theosofische Vereniging plaatsvond in New York op 17 november 1875 kan het feest afhankelijk van de loge enige dagen eerder of later worden gehouden, afhankelijk van de lokale bijeenkomstdag.